# 手形抗弁
手形抗弁（てがたこうべん）とは、手形金の請求を受けた手形債務者が手形金の支払を拒むために請求者に対して主張できる一切の事由（抗弁）をいう。
抗弁の主張できる者の範囲により、物的抗弁と人的抗弁に分けられる。また、どのような事由が手形抗弁に当たるかは、手形法に規定があるもののほか、判例などの解釈によって認められている。

## 物的抗弁
物的抗弁とは、請求を受けた者すべてが、手形のあらゆる所持人に対して主張することができる抗弁のことをいう。そもそも手形が有効に成立していなかった場合や、手形債務が消滅していることが明らかな場合が当たる。
- 手形債務の成立を否定する抗弁

手形要件を欠くなど手形行為の形式的な不備、手形偽造・変造、無権代理による手形行為、意思能力・行為能力を欠く手形行為、絶対的な強迫、権利保全手続を欠く場合など
- 手形上の記載により判明する抗弁

支払い済みで債務消滅、相殺による債務消滅、債務免除、無担保文句のあること、満期が到来していないこと、確定日払手形において債務が時効消滅していること
- そのほかの事由による抗弁

供託がされていること、一覧払手形において債務が時効消滅していること

## 広義の人的抗弁
広義の人的抗弁とは、請求を受けた者が、特定の所持人に対してのみ主張できる抗弁。この抗弁が主張できる場合、手形所持人が他の第三者に手形を譲渡して、その譲受人が請求したときは、譲受人に対してこの抗弁が主張できない限り抗弁の主張はできないことになる。

### 無権利の抗弁
すべての手形債務者が、特定の所持人に主張できる抗弁。手形所持人が盗んだなど、本来の権利者ではない場合があたる。

### 狭義の人的抗弁
特定の手形債務者が、特定の所持人に主張できる抗弁。
- 人的関係に基づく抗弁 - 手形を振り出した原因関係（取引など）が消滅したなど、個人的な関係により手形金の支払を求める必要がなくなった場合、手形債務者は手形金の支払を拒むことができる。第三者に手形が譲渡された場合は、手形の流通保護のため、原則として人的抗弁を主張できない（人的抗弁の切断）。

原因関係に基づく抗弁、特約に基づく抗弁、対価欠缺の抗弁、融通手形・交換手形の抗弁など
- 悪意の抗弁（手形法17条但書） - 手形の所持人が、手形債務者を害することを知って手形を取得した場合、債務者は所持人の前者に対する人的抗弁を主張して支払を拒むことができる。本来、手形金が支払われるべきではない関係があることをわかって手形を取得している以上、保護する必要が無いからである。
- 手形債務の有効性に関する抗弁（学説による）

手形債務が有効に成立していなくても、権利行使を受けた者に帰責性があり、取得した者が有効に成立したと信頼していた場合には、権利外観理論（手形法10条類推適用）により、権利行使を認める。この場合、この要件を満たしていない場合は抗弁として支払を拒むことができる。
- 一般悪意の抗弁（民法1条2項・3項） - 所持人の権利行使が信義則違反や権利濫用に当たる場合

- 期限後裏書による所持人に対する抗弁、取立委任裏書による所持人に対する抗弁、二重無権の抗弁（原因関係二重欠缺の抗弁）、権利濫用の抗弁（後者の抗弁）